# Kościół św. Katarzyny w Bledzewie
Kościół pw. św. Katarzyny w Bledzewie – rzymskokatolicki kościół parafialny w Bledzewie, w gminie Bledzew, w powiecie międzyrzeckim, w województwie lubuskim. Mieści się przy ulicy Tadeusza Kościuszki. Należy do dekanatu Rokitno.

## Historia

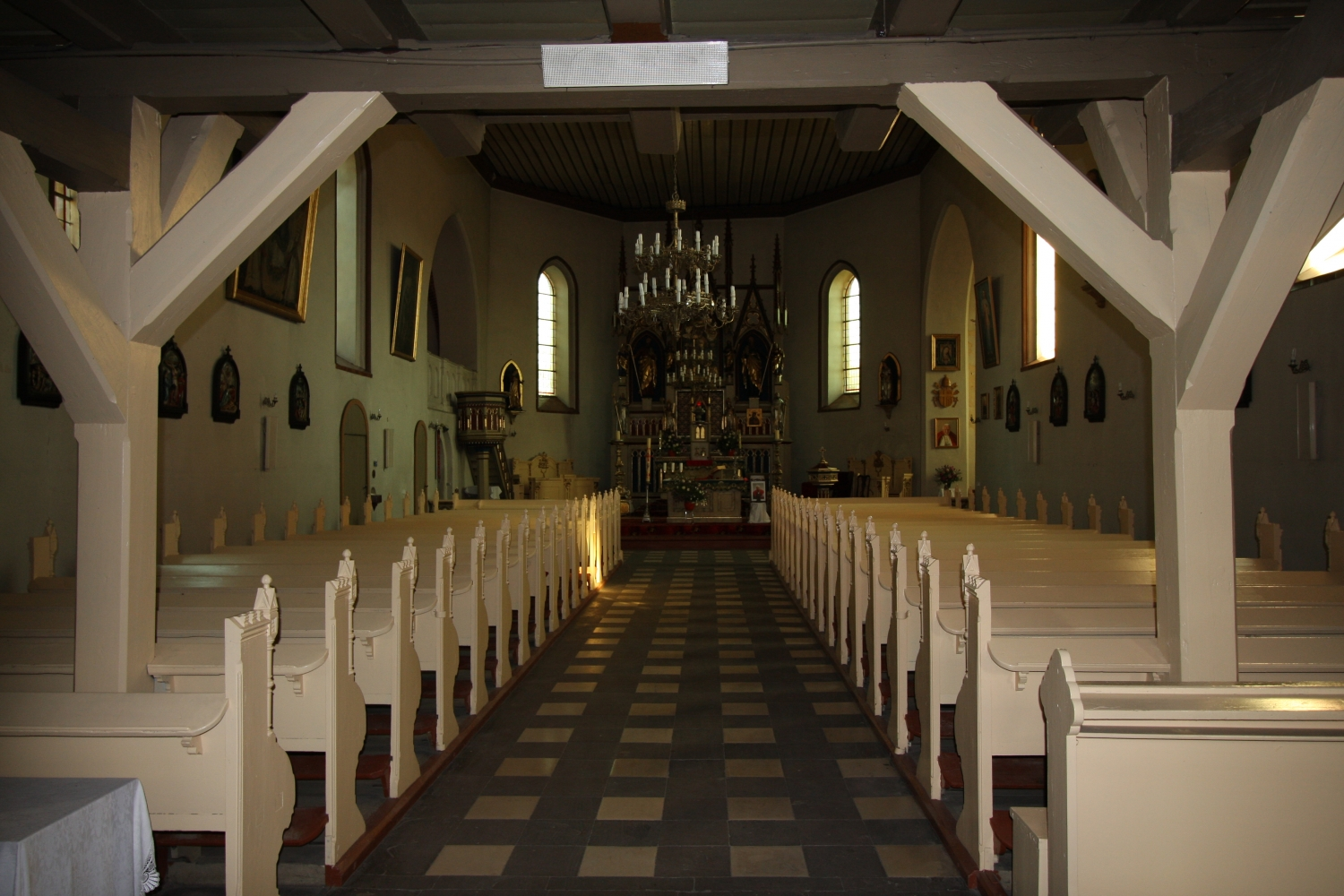
Wnętrze świątyni

Świątynia została wybudowana w stylu gotyckim w XIV lub XV wieku. W dniu 21 sierpnia 1632 roku został konsekrowany portatyl ołtarza głównego przez biskupa Jana Baykowskiego z Poznania. W 1661 świątynia uległa spaleniu. W 1672 sufragan poznański Maciej Kurski konsekrował odbudowaną budowlę. Świątynia w latach 1881-1882 została rozbudowana, przedłużona o 6 metrów w stronę zachodnią, wieżę podwyższono o 2 metry, od południowej strony dobudowano kaplica.